# Congue (Costa do Marfim)
Congue é uma cidade do norte da Costa do Marfim. É uma subprefeitura e sede do departamento de Congue no distrito de Tchologo, na região das Savanas. Congue é também uma comuna. Segundo censo de 1998, havia 39 604 residentes.

## História
Desde cedo Congue foi habitada pelos diúlas. Desfrutou de grande prosperidade a partir do século XV com a exploração das minas de ouro da região, atraindo comerciantes hauçás, mossis e mandês. Entre os séculos XVIII e XIX tornar-se-ia capital do Império de Congue (r. 1710–1895), cujo fundador, Secu Uatara, derruba seu tio Lasiri Gambele de sua posição de prestígio e captura a cidade em 1710.